# Metabuscador

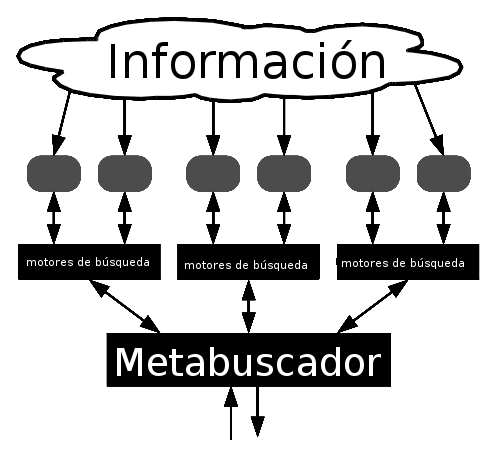
Construcción de un metabuscador

Un metabuscador es un sistema que localiza información en los motores de búsqueda más usados, carece de base de datos propia, por lo que usa las de otros buscadores y muestra una combinación de las mejores páginas que ha devuelto cada uno, de una sola vez y desde un solo punto.
Un buscador normal recopila la información de las páginas mediante su indexación, como Google o bien mantiene un amplio directorio temático, como Yahoo!. La definición simplista sería que un metabuscador es un buscador en buscadores. Además, una vez realizada la búsqueda, los resultados pueden ser refinados hasta dar con la información más útil.

## Historia y bases
El primer metabuscador, MetaCrawler, fue desarrollado en la Universidad de Washington en 1995 y existe a día de hoy. Un año más tarde, se lanzó el MetaGer para un proyecto de la Baja Sajonia en Alemania. Funcionan de forma similar a cualquier página de búsqueda simple: el usuario escribe su consulta en la casilla y esta se envía a varios buscadores para obtener las distintas respuestas. 
Los metabuscadores son muy útiles en las estrategias de SEO, debido a la gran cantidad de información que reúnen, permiten hacer búsquedas de sinónimos o combinaciones de palabras clave relevantes. Es utilizado para agilizar su trabajo de búsqueda y las empresas para posicionarse mejor dentro de su propio mercado.
Otros de los metabuscadores genéricos más relevantes son StartPage o Dogpile, enfocados al ofrecimiento de información, imágenes y vídeos. Sus resultados son muy similares a los que ofrece Google o cualquier otro buscador.

## Funcionamiento
Para el funcionamiento de los metabuscadores, existe un mecanismo de búsqueda base llamado multibuscador. Este se encarga de consultar diferentes motores de búsqueda, respetando el formato original de los propios buscadores. 
Los multibuscadores se basan en copiar en una misma página los cuadros de diálogo y el botón de búsqueda de distintos buscadores y pueden realizarse sin ninguna tecnología adicional aparte del código fuente de cada buscador. Una vez realizada la consulta ofrecerá las respuestas buscador por buscador. Por lo que el usuario tendrá que revisar los resultados de cada uno de forma separada.

## Utilidades
Los metabuscadores pueden ser utilizados con objetivos relacionados con la búsqueda de empleo o la reserva de hoteles o vuelos. Sin embargo, de manera más técnica, los metabuscadores destacan en tres ámbitos:

### La interfaz del usuario
Por lo general, la apariencia y la estructura son muy claras y la usabilidad buena. En la página principal tienen una casilla de búsqueda o un cajón único. Es mejor una única casilla de búsqueda desde la que se obtiene un listado de todos los resultados, sin necesidad de ir abriendo y cerrando pantallas para llegar a la información deseada. Desde el punto de vista de la usabilidad, tratan de mostrar, acceder y navegar por los resultados de forma intuitiva, lo cual es cómodo para el usuario.

### Funcionalidad de los resultados
Se trata de la facilidad que ofrecen los buscadores a la hora de registrar los elementos de búsqueda. Tratar el lenguaje de una manera libre aporta rapidez a la navegación y muestra de resultados. 

### Presentación de los resultados
La precisión de los resultados se da en función de la parametrización de la relevancia que previamente haya sido realizada (qué campo utiliza y cómo). También da la opción al usuario de personalizar la herramienta después de identificarse. Por otro lado, los metabuscadores son muy rápidos (el tiempo total entre realizar la búsqueda y recuperar los resultados es de muy pocos segundos).

## OpenURL
Se trata de gestores de enlaces, estas herramientas utilizan el OpenURL como forma de enlazar la información referenciada en los resultados y el contenido, en cualquier formato. Se puede dar en forma de bases de datos con texto completo, revista electrónica u otros documentos. 
Estos enlaces son una forma de conectar la información que se ofrece mediante los metabuscadores con la fuente de esta (catálogos, bases de datos, libros electrónicos, documentos digitales, repositorios).

### Los gestores de enlace
OpenURL define un tipo de direcciones web con datos agregados que facilitan la relación con los recursos originales de la información. Utiliza varios formatos de categorización de los enlaces, entre los que se encuentran las citas, los autores, el ISBN o el ISSN.
El gestor de enlaces se encarga de analizar las URL, localizando los recursos de información más relevantes y mostrándolos a modo de resultado al usuario. Las bases de datos son originadas en los mismos recursos de acceso abierto, en las cuales se establece la configuración de esta tecnología. Un filtro proporcionado por estos gestores es el ofrecimiento de un sumario a partir de un enlace.

### Open-Access y protocolo OAI-PMH
El Open Access (OA) y la Open Archives Initiative (OAI) tienen como finalidad la interoperabilidad entre archivos. Por un lado, Open Access define la política de acceso de las publicaciones científicas, mientras que la Open Archives Initiative va enfocada a la tecnología necesaria para implantar esta política. 
El protocolo de OAI-PMH, publicado en 2001, es el más utilizado en la gestión de metadatos. Se dan dos clases de participantes: los proveedores de datos y de servicios. Los proveedores de datos son los sistemas que soportan el protocolo mediante los repositorios informativos. Sin embargo, los proveedores de servicios proporcionan valores añadidos mediante el recolector de datos.
Estos protocolos de recuperación de información son fundamentales para el funcionamiento de los metabuscadores. Sirven como herramienta de comunicación y enlace entre los recursos originales  y los resultados ofrecidos. 

## Características

### Ventajas
La principal ventaja de los metabuscadores es que amplían de forma notoria el ámbito de las búsquedas que realizamos, proporcionando mayor cantidad de resultados. La forma de combinar los resultados depende del metabuscador empleado.
Muchos multibuscadores muestran en los resultados la posición de la web, los buscadores nos permiten evaluar la relevancia de cada web mostrada.
Hay que tener en cuenta que cada buscador utiliza su propia estrategia a la hora de recoger la información y ordenar los resultados de las búsquedas, por lo que las páginas de mayor relevancia en un buscador no tienen por qué coincidir con las del resto, aportando puntos de vista distintos. El metabuscador es un sistema que localiza información en los motores de búsqueda más usados, carece de base de datos propia por lo que usa las de otros.

### Desventajas
Una de las desventajas importantes es que, mientras que cada buscador dispone de su propia sintaxis de búsqueda, los metabuscadores no distinguen entre las diferentes sintaxis. Por lo tanto, para buscar información muy específica es mejor emplear buscadores de los que conozcamos la sintaxis.
Es de notar que no resultan muy claros los criterios empleados por los diversos multibuscadores para la ordenación de sus resultados.
Al buscar en varias fuentes, la obtención de resultados suele ser más lenta que en un buscador normal. Muchos de los multibuscadores permiten establecer un tiempo máximo para realizar la búsqueda.

## Tipos de metabuscadores
Los usuarios que utilizan habitualmente los metabuscadores lo suelen hacer en un contexto relacionado con la búsqueda de empleo o de ámbito turístico. Aunque no se suele especificar de dónde se obtiene la información, normalmente proviene de los buscadores más utilizados: Google, Yahoo! y Bing. 
Hay algunos metabuscadores que te permiten lanzar la búsqueda en otros buscadores, estableciendo el acceso a varios buscadores desde una misma página. Ixquick te permite elegir entre Google, Alltheweb, Altavista, Ask/Teoma, MSN, Teoma, Hispavista, Yahoo, Open directory, FindWhat y Temáticos.

### Empleo
Los usuarios en búsqueda de trabajo utilizan ciertos metabuscadores con este fin, ya que pueden llegar a ser muy útiles debido al mecanismo utilizado. Cuentas con una serie de filtros en función del puesto, el tipo de jornada o el salario. La mayoría se vinculan a LinkedIn facilitando el proceso de inscripción. 
- Indeed
- Jooble
- Trovit.
- Opcionempleo
- Jobrapido

### Turismo
Estos son los comparadores de vuelos y hoteles. Antes, estos metabuscadores permitían encontrar la información filtrada y de calidad en sus resultados para finalmente llevar al usuario a una OTA (sitio web de viajes) y cerrar el ciclo del proceso de compra en ella.
Hoy día, los trámites necesarios para llevar a cabo la planificación de un viaje han sido facilitados, de manera que se incluyen en la misma metabúsqueda. Una información que según avanza la tecnología también empieza a filtrarse según los propios gustos y necesidades de cada persona. 
Estos son algunos de los metabuscadores turísticos más usados: 
- Tripadvisor
- Trivago
- Google Hotel Ads
- eLandFly
- Trabber

### Programas metabuscadores
Como se puede deducir por su nombre, se emplea a través de una instalación en el ordenador. Ofrecen servicios como la opción de guardar automáticamente los resultados de una búsqueda previa, con el objetivo de marcar una próxima repercusión en otras búsquedas relacionadas. 

#### Google Desktop
Se trata de una programa cuyo objetivo es realizar un proceso de selección de búsquedas en segundo plano, el cual se almacena en el equipo del ordenador. Se realiza tras una lectura extensa del disco duro. Esta abarca desde los documentos de Word o Excel (almacenados de manera permanente) hasta la búsqueda de archivos temporales, como pueden ser imágenes en páginas web visitadas. 

#### Yahoo Desktop Search
Se trata de la versión de Yahoo! del programa de Google Desktop. También es gratuito, y además de buscar archivos de las mismas características que el programa previamente mencionado, también tiene acceso a Yahoo! Messenger. 

#### Herramientas MSN
La barra de herramientas MSN es un programa informático gratuito que puede ser utilizado con distintos fines. Uno de ellos, y el que está relacionado con el almacenamiento de datos en los metabuscadores, es el análisis del disco duro y el escritorio de Windows. 